# Жарскис, Эдгарас
Эдгарас Жарскис (лит. Edgaras Žarskis; 4 мая 1994, Вильнюс, Литва) — литовский футболист, защитник.

## Биография

### Клубная карьера
На взрослом уровне начал выступать в 2009 году, первым клубом футболиста стал Тракай, выступавший на тот момент в четвёртом дивизионе. По ходу сезона Жарскис перебрался в клуб второй лиги «Жальгирис», за который провёл один матч и по итогам сезона вышел с командой в А лигу. В 2010 году Жарскис ни разу не появился на поле в составе команды, а единственный матч в составе «Жальгириса» в чемпионате Литвы сыграл 6 ноября 2011 года, заменив на 78-й минуте Андрея Нагуманова. В 2012 году перешёл в другой клуб высшей лиги «Атлантас», где выступал около четырёх лет и провёл 68 матчей в чемпионате страны. В конце 2015 и начале 2016 года выступал за клуб второй лиги «Паланга», откуда в июле 2016 перешёл в «Йонаву». В начале 2017 года ненадолго вернулся в «Атлантас».
Летом 2017 года перешёл в азербайджанский «Сабаил». Весной 2018 года провёл 5 матчей в первой лиге Польши в составе «Бытовии». В августе того же года подписал контракт с клубом чемпионата Белоруссии «Городея», где провёл полтора сезона. С 2020 года играл за латвийские «Тукумс» и «Спартак». В июле 2021 года подписал контракт с эстонским клубом Премиум-Лиги «Нарва-Транс».

### Карьера в сборной
С 2011 по 2016 год нерегулярно вызывался в молодёжную сборную Литвы, за которую сыграл 4 матча.